# Edmund (Wisconsin)
Edmund es un lugar designado por el censo ubicado en el condado de Iowa en el estado estadounidense de Wisconsin. En el Censo de 2010 tenía una población de 173 habitantes y una densidad poblacional de 195,31 personas por km².

## Geografía
Edmund se encuentra ubicado en las coordenadas 42°57′58″N 90°15′52″O / 42.96611, -90.26444. Según la Oficina del Censo de los Estados Unidos, Edmund tiene una superficie total de 0.89 km², de la cual 0.89 km² corresponden a tierra firme y (0%) 0 km² es agua.

## Demografía
Según el censo de 2010, había 173 personas residiendo en Edmund. La densidad de población era de 195,31 hab./km². De los 173 habitantes, Edmund estaba compuesto por el 97.69% blancos, el 0% eran afroamericanos, el 0% eran amerindios, el 0% eran asiáticos, el 0% eran isleños del Pacífico, el 0% eran de otras razas y el 2.31% pertenecían a dos o más razas. Del total de la población el 5.2% eran hispanos o latinos de cualquier raza.